# Marylandkampagnen
Marylandkampagnen, eller Antietamfelttoget (4. – 20. september 1862) betragtes i almindelighed som et af de større vendepunkter i den amerikanske borgerkrig. Den konfødererede general Robert E. Lees første invasion af Nordstaterne blev slået tilbage af Generalmajor George B. McClellan og hans Army of the Potomac, som afskar Lee og hans Army of Northern Virginia og derpå angreb den ved Sharpsburg, Maryland. Det heraf følgende slaget ved Antietam var det blodigste endagsslag i USA's historie.
Efter hans sejr i Nordlige Virginia kampagnen rykkede Lee den 4. september 1862 nordpå med 55.000 mand gennem Shenandoahdalen. Hans mål var at skaffe sin hær forsyninger fra et område udenfor det krigshærgede Virginia og skade Nordstaternes moral hen mod valget i november. Han foretog den farlige manøvre at dele sin hær, så han kunne fortsætte nordpå ind i Maryland samtidig med at han erobrede det føderale arsenal ved Harpers Ferry. Uheldigvis for Lee fik McClellan fat i en kopi af Lees ordrer til sine underordnede generaler, og han planlagde at isolere og derpå besejre de adskilte dele af Lees hær.
Mens Stonewall Jackson omringede, beskød og erobrede Harpers Ferry (12. – 15. september) forsøgte McClellans hær på 84.000 mand at rykke hurtigt gennem passene ved South Mountain for at komme ind på livet af Lee. Slaget ved South Mountain den 14. september forsinkede McClellans fremrykning af gav Lee tilstrækkelig tid til at samle hovedparten af sin hær ved Sharpsburg, Maryland. Slaget ved Antietam (eller Sharpsburg) den 17. september var den blodigste dag i USA's militære historie med et antal døde og sårede på over 22.000. Mens Lee, som var i undertal 2:1, var hurtig til at flytte rundt på sine styrker og parere alle Unionens fremstød, undlod McClellan at indsætte alle sine reserver for at udnytte de lokale successer, som hans tropper opnåede, og nedkæmpe de konfødererede. Den 18. september gav Lee ordre til tilbagetrækning tilbage over Potomac og den 19. og 20. september afsluttede kampe med Lees bagtrop i Shepherdstown felttoget.
Selv om slaget ved Antietam endte taktisk uafgjort fik Lee ikke opfyldt formålet med felttoget i Maryland. Præsident Abraham Lincoln udnyttede denne sejr som anledning til at bekendtgøre Emancipationserklæringen, som i praksis fjernede enhver risiko for europæisk støtte til Konføderationen.

## Baggrund
Året 1862 begyndte godt for Unionens styrker i det østlige operationsområde. George B. McClellans Army of the Potomac trængte op gennem Virginiahalvøen under Peninsula-kampagnen og i juni stod hæren få kilometer fra den konfødererede hovedstad Richmond. Da Robert E. Lee overtog kommandoen over Army of Northern Virginia den 1. juni 1862 ændrede situationen sig imidlertid. Lee angreb McClellan aggressivt i Syvdagesslaget, hvilket tog modet fra McClellan og Unionshæren trak sig tilbage ned gennem Virginiahalvøen. Herefter gennemførte Lee Nordlige Virginia kampagnen hvor han udmanøvrerede og besejrede generalmajor John Pope og dennes Army of Virginia først og fremmest i det Andet slag ved Bull Run. Lees felttog i Maryland kan ses som afslutningen på sommeroffensiven i 1862 mod Unionens styrker i det østlige operationsområde.
De konfødererede havde lidt betydelige tab i de to første sommerkampagner, men alligevel besluttede Lee, at hans hær var klar til en stor udfordring: invasionen af Nordstaterne. Hans mål var at trænge ind i de vigtige Nordstater Maryland og Pennsylvania og afskære Baltimore and Ohio Railroad jernbanen, som forsynede Washington, D.C. Hans manøvrer ville udgøre en trussel mod Washington og Baltimore og herved "irritere og genere fjenden."
Adskillige bevæggrunde førte til Lees beslutning om at indlede en invasion. For det første havde han brug for at skaffe forsyninger til sin hær, og han vidste at gårdene i Nordstaterne var forblevet uberørte af krigen, i modsætning til dem i Virginia. Ved at flytte krigen nordpå kunne han lette presset på Virginia. For det andet var var der spørgsmålet om Nordstaternes kampgejst. Lee vidste, at Konføderationen ikke behøvede at vinde krigen ved at besejre Unionen militært, det var nok at nå dertil at befolkningen og regeringen i Nordstaterne ikke længere ville fortsætte kampen. Da valgene til Kongressen i november 1862 nærmede sig, mente Lee, at en invasionshær, som skabte ravage i Nordstaterne, kunne få flertalsforholdene i Kongressen til at skifte til fordel for Demokraterne, hvilket kunne tvinge præsident Lincoln til at forhandle om en afslutning på krigen. Han skrev i et brev den 3. september 1862 til den konfødererede præsident Jefferson Davis at fjenden var "alvorligt svækket og demoraliseret."
Der var andre sekundære årsager. Den konfødererede invasion kunne måske udløse en opstand i Maryland, især i betragtning af at det var en stat hvor slaveri var tilladt, og mange af indbyggerne havde en positiv holdning til Syden. Nogle konfødererede politikere, herunder Jefferson Davis, mente at muligheden for fremmed anerkendelse af Konføderationen ville blive styrket ved en militær sejr på Nordstaternes område, men der er intet grundlag for at tro, at Lee mente at Syden skulle basere sine militære planer på denne mulighed. Trods det afstedkom nyheden om sejren i Andet slag ved Bull Run og indledningen på Lees invasion betydelig diplomatisk aktivitet mellem de Konfødererede stater og Frankrig og Storbritannien.
Efter at Pope var blevet besejret i Andet slag ved Bull Run vendte Lincoln sig tøvende mod den mand, som tidligere havde fået skik på hæren efter Unionens nederlag i det Første slag ved Bull Run. Han vidste at McClellan var en dygtig organisator og god til at træne tropper, som hurtigere end nogen anden kunne integrere enhederne i Popes hær i Army of the Potomac. Den 2. september 1862 udnævnte Lincoln McClellan til at lede "fæstningerne ved Washington og alle tropper i forsvaret af hovedstaden." Udnævnelsen var kontroversiel i regeringen og de fleste af ministrene underskrev en henvendelse til præsidenten om at "vor overvejede holdning er, at på dette tidspunkt er det ikke sikkert at betro generalmajor McClellan ledelsen af De Forenede Staters hær." Præsidenten indrømmede, at det var som at "kurere et hundebid med hårene fra hunden", men Lincoln sagde til sin sekretær John Hay, "Vi må bruge de værktøjer vi har. Der er ingen i hæren som kan bemande disse befæstninger og få styr på disse tropper halvt så godt som han. Selv om han ikke selv kan kæmpe, er han godt til at gøre andre klar til kamp."

## Modstående styrker

### Konfødererede
General Robert E. Lees Army of Northern Virginia var opdelt i to store infanteri korps med en effektiv kampstyrke på ca. 55.000 mand i begyndelsen af september.
Første korps under generalmajor James Longstreet bestod af divisionerne under generalmajor Lafayette McLaws, generalmajor Richard H. Anderson, brigadegeneral David R. Jones, brigadegeneral John G. Walker, brigadegeneral John Bell Hood samt en uafhængig brigade under brigadegeneral Nathan G. "Shanks" Evans.
Det andet korps under generalmajor Thomas J. "Stonewall" Jackson bestod af divisionerne under brigadegeneral Alexander R. Lawton, generalmajor A.P. Hill (den lette division), brigadegeneral John R. Jones og generalmajor D.H. Hill.
De resterende enheder var kavalerikorpset under generalmajor J.E.B. Stuart og reserveartilleriet under ledelse af brigadegeneral William N. Pendleton. Andet korps havde artilleri tilknyttet hver division i modsætning til Først korps, som havde artilleriet placeret på korpsniveau.

### Unionen
Generalmajor George B. McClellan's Army of the Potomac, som var udvidet med enheder fra John Popes opløste Army of Virginia, bestod af seks infanterikorps med ca. 84.000 mand.
- Første Korps under generalmajor Joseph Hooker bestod af divisionerne under brigadegeneralerne Rufus King, James B. Ricketts og George G. Meade.

- Andet Korps under generalmajor Edwin V. Sumner bestod af divisionerne under generalmajorerne Israel B. Richardson og John Sedgwick samt brigadegeneral William H. French.

- Femte Korps under generalmajor Fitz John Porter bestod af divisionerne under genralmajor George W. Morell og brigadegeneralerne George Sykes og Andrew A. Humphreys.

- Sjette Korps under generalmajor William B. Franklin bestod af divisionerne under generalmajorerne Henry W. Slocum og William F. "Baldy" Smith samt en division fra Fjerde Korps under generalmajor Darius N. Couch.

- Niende Korps under generalmajor Ambrose E. Burnside bestod af divisionerne under brigadegeneralmajorene Samuel D. Sturgis og Isaac P. Rodman samt Kanawha Divisionen, under brigadegeneral Jacob D. Cox.

- Tolvte Korps under generalmajor Joseph K. Mansfield bestod af divisionerne under brigadegeneralerne Alpheus S. Williams og George S. Greene samt kavaleridivisionen under brigadegeneral Alfred Pleasonton.

Undervejs nordpå til Maryland ændrede McClellan opbygningen af sin hær ved at udpege ledere for tre fløje: den venstre under William B. Franklin bestod af dennes eget Sjette Korps plus divisionen under Darius Couch; midterfløjen under Edwin Sumner bestod af dennes Andet Korps og Tolvte Korps. Den højre fløj under Ambrose Burnside bestod af dennes Niende Korps (midlertidigt under kommando af generalmajor Jesse L. Reno) og Første Korps. Denne fløjorganisation blev ophævet umiddelbart inden starten på Slaget ved Antietam.

## Indledende manøvrer
Den 3. september, blot to dage efter Slaget ved Chantilly, skrev Lee til præsident Davis, at han havde besluttet at krydse grænsen ind i Maryland med mindre præsidenten havde indvendinger. Samme dag begyndte Lee at flytte sin hær nord og vest på fra Chantilly mod Leesburg, Virginia. Den 4. september trængte de forreste enheder af Army of Northern Virginia ind i Maryland fra Loudoun County. Hærens hovedstyrke rykkede ind i Frederick, Maryland den 7. september. Den 55.000 mand store hær var blevet forstærket med tropper, som havde forsvaret Richmond – divisionerne under generalmajorerne D.H. Hill og Lafayette McLaws samt de to brigader under brigadegeneral John G. Walker, men de fyldte blot hullet efter de 9.000 mand, som var gået tabt ved Bull Run og Chantilly.
Lees invasion faldt sammen med en anden strategisk konfødereret offensiv. Generalerne Braxton Bragg og Edmund Kirby Smith havde samtidig indledt invasioner af Kentucky. Jefferson Davis sendte et udkast til en proklamation til alle sine tre ledende generaler, hvor de selv kunne indsætte navnet på den stat deres invasionsstyrker måtte nå. Davis proklamationsudkast var udformet for at forklare offentligheden (og indirekte de europæiske magter) hvorfor Syden tilsyneladende havde skiftet strategi. Indtil da havde Konføderationen hævdet at det var offer for aggression og blot forsvarede sig mod "fremmed invasion." Davis forklarede, at Konføderationen stadig førte en forsvarskrig. Han skrev, at der "ikke var planer om erobringer" og at invasionerne kun var et forsøg på at tvinge Lincolnregeringen til at lade Syden i fred. "Vi er tvunget til at beskytte vort eget land ved at flytte krigen til den fjendes område, som forfølger os med uophørlig og tilsyneladende formålsløs fjendtlighed."
Davis' udkast nåede ikke frem til hans generaler, inden de selv havde udsendt proklamationer. De understregede, at de var kommet som befriere, ikke erobrere, til disse grænsestater, men de kom ikke ind på det mere overordnede spørgsmål om det tilsyneladende skift i Sydens strategi, som Davis havde ønsket. Lees proklamation meddelte befolkningen i Maryland at hans hær var kommet "med den største sympati [for] den uret, som var blevet påtvunget indbyggerne i staten, som var knyttet til Sydstaterne med de stærkeste sociale, politiske og handelsmæssige bånd ... for at hjælpe jer med at afkaste det fremmede åg så det igen bliver muligt for jer at udøve frie folks ukrænkelige rettigheder."

### Delingen af Lees hær
Lee delte sin hær i fire dele da den rykkede ind i Maryland. Efter at have fået efterretninger om militsaktivitet i Chambersburg, Pennsylvania sendte Lee generalmajor James Longstreet til Boonsboro og derpå til Hagerstown. (Efterretningerne overvurderede truslen, da der kun var 20 militssoldater i Chambersburg på det tidspunkt.) Generalmajor Thomas J. "Stonewall" Jackson fik ordre til at erobre Unionens arsenal ved Harpers Ferry med tre adskilte kolonner. Dette efterlod kun tyndt spredt kavaleri under generalmajor J.E.B. Stuart og generalmajor D.H. Hills division til at bevogte hærens ryg ved South Mountain.
Den konkrete årsag til at Lee valgte denne risikable strategi med at opdele sin hær for at erobre Harpers Ferry kendes ikke. En mulighed er, at han vidste at den havde kontrollen med hans forsyningslinje gennem Shenandoahdalen. Inden han rykkede ind i Maryland antog han at de føderale garnisoner i Winchester, Martinsburg og Harpers Ferry ville blive afskåret og opgivet uden at et skud ville blive løsnet (og rent faktisk blev såvel Winchester som Martinsburg evakueret). En anden mulighed er, at det ganske enkelt var et fristende mål med mange vigtige forsyninger og så godt som umuligt at forsvare. McClellan anmodede om tilladelse fra Washington til at evakuere Harpers Ferry og indlemme dens garnison i hans hær, men hans anmodning blev afslået.

### Reaktioner på invasionen
Lees invasion var forfulgt af vanskeligheder lige fra starten. Den konfødererede hærs numeriske styrke faldt som følge af omstrejfende og deserterende soldater. Selv om han startede fra Chantilly med 55.000 mand var dette tal i løbet af 10 dage faldet til 45.000. Nogle tropper nægtede at krydse Potomacfloden fordi en invasion af Unionens område var i strid med deres tro på, at de kun kæmpede for at forsvare deres stater mod angreb fra Nordstaterne.
Utallige andre blev syge af diarré efter at have spist umodne grønne majs fra markerne i Maryland eller faldt ud af rækkerne fordi deres bare fødder ikke kunne holde til den hårde overflade på vejene. Lee gav sine generaler ordre til at behandle strejfere strengt idet han betragtede dem som kujoner, "som svigter deres kammerater i farens stund" og derfor var "uværdige medlemmer af en hær, som har udødeliggjort sig selv" i dens seneste felttog.
Da de gik ind i Maryland fik de konføderede ikke megen støtte fra de lokale, i stedet blev de mødt med reaktioner som strakte sig fra en kølig mangel på entusiasme til (i de fleste tilfælde) åben fjendtlighed. Robert E. Lee var skuffet over statens modstand, et forhold han ikke havde ventet. Selv om Maryland var en slavestat var sympatien overfor Syden betydelig mindre udtalt blandt civilbefolkningen, som generelt støtte Unionens sag, end blandt Marylands lovgivere, som havde foretrukket en udtræden af Unionen. Desuden var mange af de mest sydstatsvenlige i Maryland allerede taget syd på ved krigens begyndelse og havde sluttet sig til den konfødererede hær i Virginia. Kun nogle "få snese" mænd sluttede sig til Lees kolonner i Maryland.
Maryland og Pennsylvania, som var opskræmt og forargede over invasionen, greb straks til våben. Pennsylvanias guvernør Andrew Curtin indkaldte 50.000 militssoldater, og han foreslog at generalmajor John F. Reynolds, som stammede fra Pennsylvania, skulle lede dem. (Dette forårsagede betydelig frustration for McClellan og Reynolds' korpschef, Joseph Hooker, men hærens øverstkommanderende Henry W. Halleck gav Reynolds ordre til at gøre tjeneste under Curtin og gav Hooker besked på at finde en ny divisionschef.) Så langt nordpå som i Wilkes-Barre, ringedes der med klokkerne i kirker og domhuse for at kalde mænd til mønstring.
I Maryland var panikken langt mere omfattende end i Pennsylvania, som endnu ikke var direkte truet. Baltimore, som Lee fejlagtigt anså for en højborg for Sydstatssympatisører, der blot ventede på at Sydstatshæren skulle dukke op, inden de gjorde oprør, greb straks til våben imod ham.
Da man i Baltimore hørte, at sydstatshære havde krydset Potomac førte det umiddelbart til hysteri men herefter blev det hurtigt fulgt af stoisk beslutsomhed. Folkemængder samledes i gaderne udenfor avisernes kontorer og ventede på de seneste bulletiner, og salget af spiritus blev stoppet for at dæmpe gemytterne. Befolkningen hamstrede fødevarer og andre fornødenheder af frygt for en belejring. I Philadelphia skete der også hastige forberedelser, selv om byen lå 240 km fra Hagerstown og ikke var i nogen umiddelbar fare.

### McClellans forfølgelse
| Citat                      | Før jeg kom her, troede jeg ikke at der var så stor støtte til Unionen i denne stat. ... Hele befolkningen [i Frederick] lod til at møde frem for at byde os velkommen. Da general McClellan kom gennem byen blev han omtrent spist af damerne. De kyssede hans klæder, de omfavnede halsen på hans hest og begik alle former for udskejelser. | Citat |
| Brigadegeneral John Gibbon | |       |

McClellan rykkede ud af Washington fra den 7. september med sin 87.000 mand store hær i langsom forfølgelse. Af natur var han en forsigtig general og han antog, at han kunne stå overfor 120.000 konfødererede. Han havde også en løbende diskussion med regeringen i Washington, som han forlangte skulle overdrage kommandoen over de styrker som forsvarede byen til ham. Hæren havde i starten en forholdsvis lav moral som følge af nederlagene på Virginiahalvøen og det Andet slag ved Bull Run, men efter at de var kommet ind i Maryland blev moralen styrket af den "venlige, næsten tumultagtige velkomst" som de fik fra statens indbyggere.
Army of the Potomac nåede Frederick, Maryland den 13. september. Her opdagede unionstropper en tabt kopi af den detaljerede plan for Lees felttog —Special Order 191— som var rullet omkring tre cigarer. Ordren indikerede, at Lee havde delt sin hær og spredt dele af den geografisk, således at det var muligt at isolere hver af dem og nedkæmpe dem. Efter at have indset værdien af disse efterretninger slog McClellan ud med armene og udbrød: "Nu ved jeg hvad jeg skal gøre!" han pegede med ordren på sin gamle ven i hæren brigadegeneral John Gibbon og sagde: "Her er et papir med hvilket, hvis jeg ikke kan slå Bobbie Lee, jeg vil være villig til at blive hjemsendt." Han telegraferede til præsident Lincoln: "Jeg har hele rebellernes styrke foran mig, men jeg er fortrøstningsfuld og ingen tid vil blive spildt. Jeg tror, at Lee har begået en stor fejl, og at han vil blive alvorligt straffet for den. Jeg har alle rebellernes planer og vil fange dem i deres egen fælde, hvis mine mænd kan klare opgaven. ... Vil sende Dem trofæer". McClellan ventede 18 timer inden han besluttede at udnytte disse efterretninger. Hans tøven spildte muligheden for at ødelægge Lees hær.
Om natten den 13. september rykkede Army of the Potomac mod South Mountain med Burnsides højre fløj rettet mod Turner's Gap og Franklins venstre fløj mod Crampton's Gap. South Mountain er betegnelsen for forsættelsen af Blue Ridge Mountains efter at de kommer ind i Maryland. Det er en naturlig forhindring, som adskiller Shenandoahdalen og Cumberlanddalen fra det østlige Maryland. Overskridelsen af passene ved South Mountain var den eneste måde at nå Lees hær.
Lee, som bemærkede McClellans usædvanlig aggressive aktioner, og muligvis fik at vide at hans ordrer var røbet fra en sydstatssympatisør, reagerede hurtigt for at samle sin hær. Han valgte ikke straks at opgive invasionen og vende tilbage til Virginia fordi Jackson endnu ikke havde gennemført erobringen af Harpers Ferry. I stedet valgte han at møde fjenden ved Sharpsburg, Maryland. I mellemtiden lå dele af Army of Northern Virginia og ventede i forsvarsstillinger ved passene i South Mountain.
Selv om han blev forfulgt i et mageligt tempo af generalmajor George B. McClellan og Unionens Army of the Potomac, som var mere end dobbelt så stor som hans egen hær, valgte Lee den risikable strategi at dele sin hær for at erobre det værdifulde Harpers Ferry. Mens generalmajor James Longstreets korps trængte nordpå i retning af Hagerstown, sendte Lee kolonner af tropper af sted med henblik på at de skulle møder og angribe Harpers Ferry fra tre sider. Den største kolonne, 11.500 mand under Jackson, blev sendt tilbage over Potomac i en omgående bevægelse, så de kunne angribe Harpers Ferry vestfra fra Bolivar Heights, mens de andre to kolonner under generalmajor Lafayette McLaws (8.000 mand) og brigadegeneral John G. Walker (3.400) skulle tage Maryland Heights og Loudoun Heights, som lå over byen i øst og syd.

## Slagene i Marylandfelttoget

### Harpers Ferry
Da Jacksons tre kolonner nærmede sig Harpers Ferry insisterede oberst Dixon S. Miles, som havde kommandoen over garnisonen på at beholde hovedparten af tropperne i nærheden af byen i stedet for at indtage stillinger på de omkringliggende højdedrag, hvorfra de kunne dominere området. De sydcarolinske tropper under brigadegeneral Joseph B. Kershaw stødte kun på beskeden modstand ved Maryland Heights, som var det vigtigste punkt i forsvaret. Et kraftigt angreb fra Kershaws og William Barksdales brigader den 13. september fordrev de mest erfarne unionstropper fra højdedragene.
Under kampene på Maryland Heights nåede de andre konfødererede kolonner frem og var forbavsede over at se, at kritiske forsvarspositioner syd og vest for byen slet ikke blev forsvaret. Jackson stillede sit artilleri metodisk op omkring Harpers Ferry og gav generalmajor A.P. Hill ordre til at rykke ned langs den vestlige bred af Shenandoahfloden som forberedelse til et angreb i flanken af unionens venstre fløj næste morgen. Om morgenen den 15. september havde Jackson placeret næsten 50 kanoner på Maryland Heights og ved foden af Loudoun Heights. Han indledte en kraftig artilleribeskydning fra alle sider og gav ordre til et infanteriangreb. Miles erkendte at situationen var håbløs og var enig med sine underordnede i at hejse det hvide flag og overgive byen. Inden han selv kunne nå at overgive sig, blev han dødeligt såret af en artillerigranat, og døde den følgende dag. Jackson indtog Harpers Ferry og tog over 12.000 unionssoldater til fange, hvorpå han førte hovedparten af sine folk tilbage for at slutte sig til Lee ved Sharpsburg, og overlod til general A.P. Hills division at afslutte besættelsen af byen.

### South Mountain
Den 14. september blev der udkæmpet regulære slag om kontrollen med passende på South Mountain: Cramptons, Turners og Fox' Gap. Generalmajor D.H. Hill forsvarede Turners og Foxs Gaps mod Burnside. Mod syd forsvarede generalmajor Lafayette McLaws Cramptons Gap mod Franklin. Det lykkedes Franklin at bryde gennem ved Cramptons Gap, men de konfødererede kunne med nød og næppe holde stand ved Turners og Foxs Gap. Lee indså det håbløse i sin stilling mod de talmæssigt overlegne unionsstyrker, og beordrede sine tropper til Sharpsburg. McClellan var herved i teorien i en situation, hvor han kunne ødelægge Lees hær inden den nåede at blive samlet. McClellans begrænsede aktivitet den 15. september efter hans sejr ved South Mountain, betød imidlertid at garnisonen ved Harpers Ferry var prisgivet og gav Lee tid til at samle sine spredte styrker ved Sharpsburg.

### Antietam (Sharpsburg)
Den 16. september rykkede McClellan frem til Lee, som i nærheden af Sharpsburg forsvarede en linje vest for vandløbet Antietam Creek. Ved daggry den 17. september indledte generalmajor Joseph Hookers 1. Korps et kraftigt angreb mod Lees venstre flanke, som start på det blodige slag. Angreb og modangreb rullede over Millers majsmark og i skovene ved Dunker Church da generalmajor Joseph K. Mansfields 12. korps kom Hooker til forstærkning. Gentagne unionsangreb mod hulvejen ("Bloody Lane") fra generalmajor Edwin V. Sumners 2. korps førte til sidst til at centrum i den konfødererede linje blev gennembrudt, men denne fordel blev ikke udnyttet. Om eftermiddagen krydsede Burnsides 9. korps en stenbro over Antietam Creek og oprullede den konfødererede højrefløj. På et kritisk ankom A.P. Hills division fra Harpers Ferry og gennemførte et modangreb, som drev Burnsides mænd tilbage og reddede Lees hær fra at blive knust. Selv om han var i undertal 2:1 indsatte Lee hele sin styrke mens McClellan kun indsatte fire af hans seks korps. Dette gjorde det muligt for Lee at flytte brigader rundt på slagmarken og imødegå alle unionens angreb. I den efterfølgende nat konsoliderede begge hære deres linjer. På trods af voldsomme tab – Unionen havde 12.401 døde og sårede (25%) men de konfødererede havde 10.316, eller 31 %—fortsatte Lee med at gennemføre forpostfægtninger med McClellan i løbet af den 18. september, mens han fik flyttet sine sårede sydpå over Potomac. McClellan fornyede ikke offensiven. Efter mørkets frembrud beordrede Lee den forslåede Army of Northern Virginia til at trække sig tilbage over Potomac ind i Shenandoahdalen.

### Shepherdstown
Den 19. september trængte en del af generalmajor Fitz John Porters 5. korps over floden ved Boteler's Ford og angreb den konfødererede bagtrop, som var under kommando af brigadegeneral William N. Pendleton, og erobrede fire kanoner. Tidligt den 20. september sendte Porter dele af to divisioner over Potomac for at etablere et brohoved. A.P. Hills division gennemførte et modangreb mens mange af unionstropperne var ved at krydse floden og udslettede omtrent det 118. pennsylvanske regiment, som blev ramt af 269 døde og sårede. Denne kamp med bagtroppen fik unionstropperne til at opgive forfølgelsen.

## Efterspil og diplomatiske virkninger
Det lykkedes for Lee at trække sig tilbage over Potomac, og dermed blev Marylandfelttoget afsluttet – og sommerfelttoget i det hele taget. Præsident Lincoln var skuffet over McClellans resultater. Han mente, at generalens forsigtige og dårligt koordinerede indsats i felten havde medført at slaget blev uafgjort i stedet for et klart nederlag til konføderationen. Han var endnu mere overrasket over at McClellan i perioden fra 17. september til 26. oktober – trods gentagne opfordringer fra krigsministeriet og præsidenten – nægtede at forfølge Lee over Potomac, idet han hævdede at mangle udstyr og var bange for at sprede sine styrker for meget. Hærens øverstkommanderende Henry W. Halleck skrev i sin officielle rapport: "En så stor hærs inaktivitet overfor en slagen modstander på det tidspunkt af året, hvor det var oplagt at gennemføre hurtige manøvrer og et energisk felttog, var en stor skuffelse." Lincoln fratog McClellan kommandoen over Army of the Potomac den 7. november, hvilket i praksis betød afslutningen på generalens militære karriere. Generalmajor Ambrose E. Burnside blev forfremmet til at lede Army of the Potomac. Der var forholdsvis roligt i det østlige operationsområde indtil december, hvor Lee mødte Burnside i Slaget ved Fredericksburg.
Selv om det taktisk set endte uafgjort var slaget ved Antietam en strategisk sejr for Unionen. Det betød afslutningen på Lees strategiske invasion af Nordstaterne og gav Abraham Lincoln den sejr han havde brug for, for at kunne bekendtgøre emancipationserklæringen den 22. september, med ikrafttræden den 1. januar 1863. Selv om Lincoln ville have gjort det tidligere rådgav hans ministre ham til at vente med bekendtgørelsen til efter en sejr til Unionen for at undgå at det kom til at se ud som et desperat tiltag. Det konfødererede tilbageslag ved Antietam fik også den franske og den britiske regering til at anerkende Konføderationen. Og med udstedelsen af emancipationserklæringen blev det mindre sandsynligt, at senere sejre på slagmarken ville afstedkomme udenlandsk anerkendelse. Lincoln havde effektivt sat fokus på slaveriet, som et kendetegn ved Amerikas Konfødererede Stater, og afskyen overfor slaveri i Frankrig og Storbritannien gjorde det umuligt for disse lande at gribe ind til fordel for Syden.

## Eksterne kilder
- Antietam på Nettet
- Maryland Military Historical Society
- Animated History of the Maryland Campaign Arkiveret 15. juli 2016 hos  Wayback Machine